# ماثيو بيرد (ممثل)
ماثيو بيرد (بالإنجليزية: Matthew Beard)‏ هو ممثل بريطاني، ولد في 25 مارس 1989 بلندن في المملكة المتحدة.

## أعمال

### أفلام
- (2009) التعليم[4]
- (2011) يوم واحد
- (2018) جوني إنجلش يضرب مجددا

## ترشيحات
- جائزة توني لأفضل ممثل في مسرحية [الإنجليزية]‏ (2015)

## وصلات خارجية
- ماثيو بيرد على موقع IMDb (الإنجليزية)
- ماثيو بيرد على موقع ألو سيني (الفرنسية)
- ماثيو بيرد على موقع ميوزك برينز (الإنجليزية)
- ماثيو بيرد على موقع أول موفي (الإنجليزية)
- ماثيو بيرد على موقع قاعدة بيانات برودواي على الإنترنت (الإنجليزية)
- ماثيو بيرد على موقع قاعدة بيانات الأفلام السويدية (السويدية)
- ماثيو بيرد على موقع قاعدة بيانات الفيلم (الإنجليزية)
- ماثيو بيرد على موقع كينوبويسك (الروسية)